# 维什内韦 (波尔塔瓦区)
49°15′0″N 34°10′7″E / 49.25000°N 34.16861°E
维什内韦（烏克蘭語：Вишневе），2016年前称斯维尔德洛夫斯凯（烏克蘭語：Свердловське），是烏克蘭中部的村莊，隸屬波爾塔瓦州的波爾塔瓦區。該村距離德里日納格列布利亞和科利斯尼基夫卡3公里，海拔高度77米，2001年人口385。